# 马尔默城堡

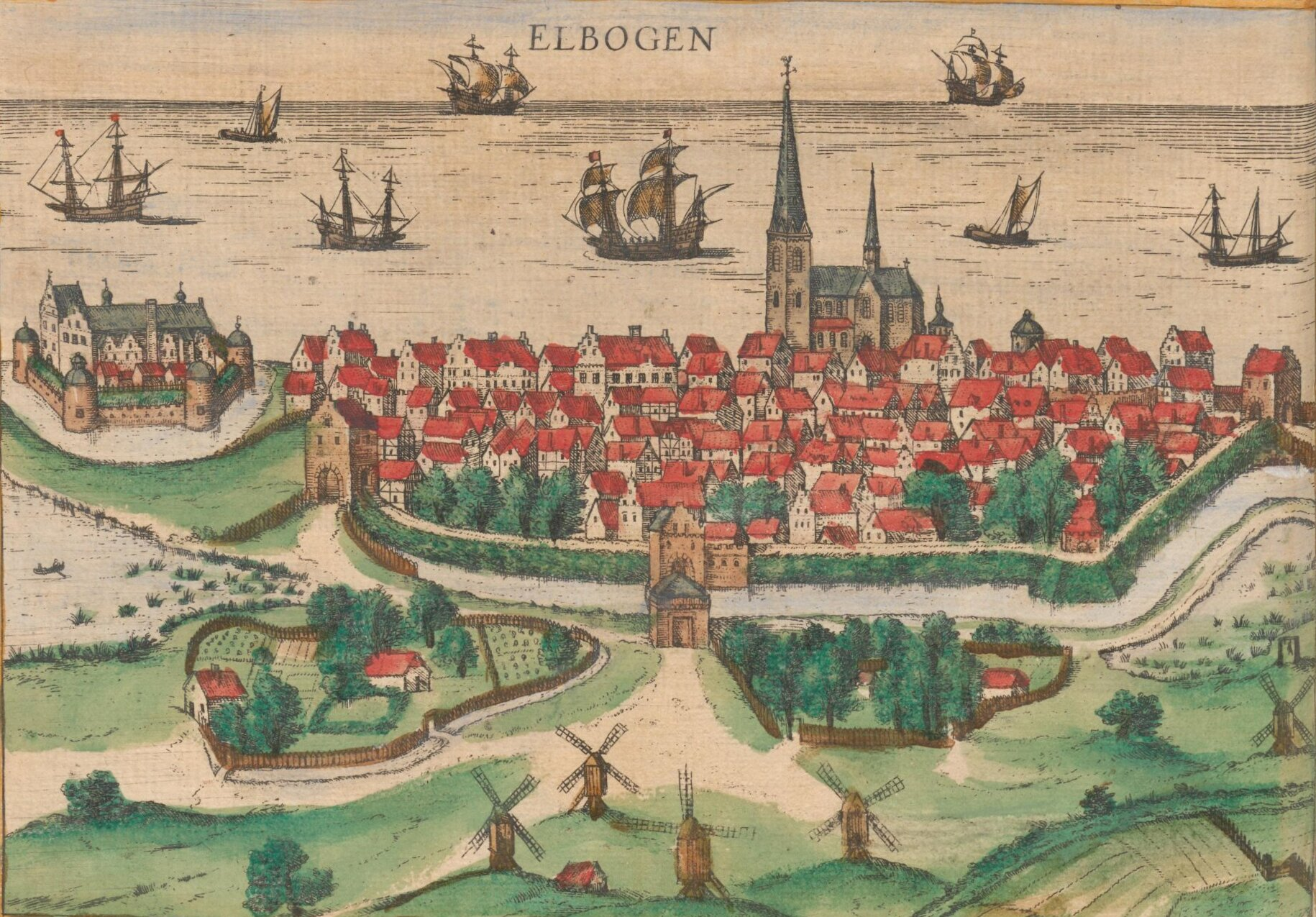
1594年德文地图书上的馬爾默。马尔默城堡在左边远处。尖顶的教堂是圣彼得教堂

马尔默城堡（瑞典語：Malmöhus）是位於瑞典馬爾默的城堡。在1434年時由丹麥國王埃里克七世建造，起初城堡建立在城市南部的沙滩边，直到16世纪中还不是现在看到的模样。後來因為很多其它的防御工事陆续建造起来，使马尔默成为瑞典防御最牢固的城市，不过这些工事里只有马尔默城堡保留了下来。

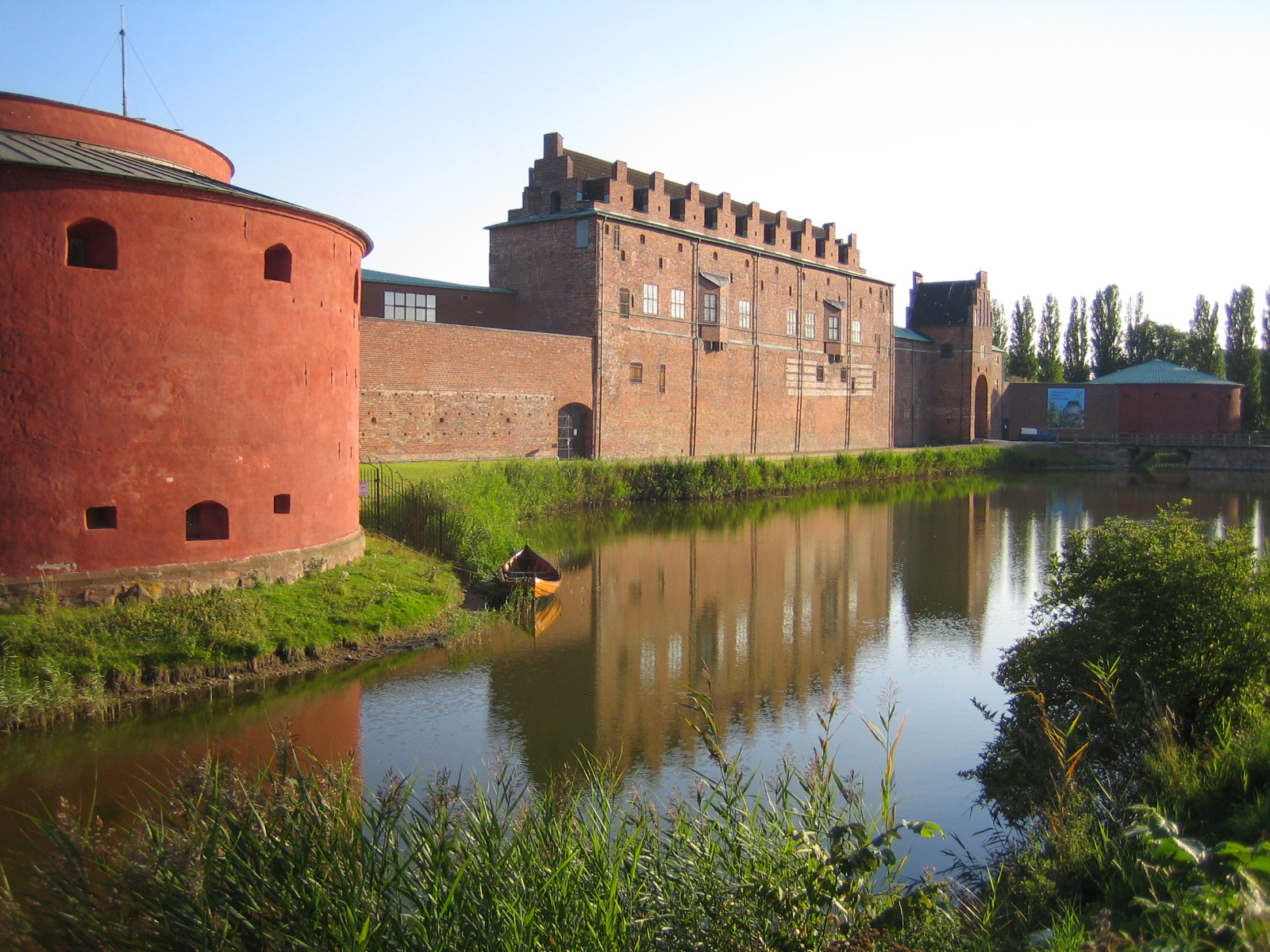
马尔默城堡，现在是马尔默博物馆